# Saint-Maurice-Saint-Germain
Saint-Maurice-Saint-Germain – miejscowość i gmina we Francji, w Regionie Centralnym, w departamencie Eure-et-Loir.
Według danych na rok 1990 gminę zamieszkiwało 320 osób, a gęstość zaludnienia wynosiła 26 osób/km² (wśród 1842 gmin Regionu Centralnego Saint-Maurice-Saint-Germain plasuje się na 823. miejscu pod względem liczby ludności, natomiast pod względem powierzchni na miejscu 1028.).